# Аделберт фон Шамисо (награда)
Международната литературна награда „Аделберт фон Шамисо“ (на немски: Adelbert-von-Chamisso-Preis) на Фондация Роберт Бош се присъжда от 1985 до 2017 г. (до 2005 г. заедно с Баварската академия за изящни изкуства, от 2006 г. само от Фондация Роберт Бош).
Наградата отличава немскоезични, вече публикувани творби на автори, които не произлизат от немското езиково пространство, какъвто е бил и Аделберт фон Шамисо.
Главната награда възлиза на 15 000 €.
Наред с това се присъждат до две поощрителни награди, които отличават и непубликувани текстове.
Поощрителните награди са на стойност всяка по 7000 €.
Оповестяването на новите носители на наградите става ежегодно по време на Франкфуртския панаир на книгата и се извършва през февруари или март на тържествен акт в Мюнхен.
От 2009 г. отличените автори се представят в собствено списание на име „Шамисо“, което се публикува заедно с наградите.

## Носители на наградата (подбор)
- Рафик Шами (1985) (поощрение)
- Либуше Моникова (1991)
- Рафик Шами (1993)
- Наташа Водин (1998)
- Илия Троянов (2000), Терезия Мора (поощрение)
- Илма Ракуза (2003)
- Феридун Заимоглу (2005), Димитър Динев (поощрение)
- Саша Станишич (2008)
- Цвета Софрониева (2009) (поощрение)
- Терезия Мора (2010), Нино Харатишвили (поощрение)